# ヴィニシウス・ゴエス・バルボーザ・ジ・ソウザ
ヴィナ（Vina）あるいはヴィニシウス（Vinícius）ことヴィニシウス・ゴエス・バルボーザ・ジ・ソウザ（ポルトガル語: Vinícius Goes Barbosa de Souza、1991年4月15日 - ）は、ブラジルのサッカー選手。ポジションはMF。

## クラブ歴
パラナ州クリチバに生まれ、2010年7月20日にパラナ・クルーベでプロ初出場。同月31日にはプロ初得点も記録した。
2010年11月30日にコリチーバFCU-20に移籍。2012年5月26日にカンピオナート・ブラジレイロ・セリエA初出場。その後はジョインヴィレEC、ロンドリーナEC、トゥピFCとレンタル移籍を繰り返した。2013年12月に放出された。
2014年2月7日にクルーベ・エスポルチーヴォ・ベント・ゴンサウヴェスからアナポリスFCに移籍。3月20日にはカンピオナート・ブラジレイロ・セリエBのクルーベ・ナウチコ・カピバリベに移籍。
2014年12月23日にフルミネンセFCに1年契約で加入。移籍後初の全国選手権出場で古巣のジョインヴィレから得点を奪った。
2016年にアトレチコ・パラナエンセに加入。同年ナウチコにレンタル移籍をして復帰した。2017年にはECバイーアに移籍。